# Euchrepomis humeralis
El tiluchí hombrocastaño (Euchrepomis humeralis), también denominado hormiguerito hombricastaño (en Colombia), hormiguerito caponicastaño (en Ecuador), hormiguerito de hombro castaño (en Perú) o tiluchí de hombros castaños, es una especie de ave paseriforme perteneciente al género Euchrepomis de la familia Thamnophilidae. Hasta recientemente estaba incluido en el género Terenura, de donde fue separada en 2012. Es nativo del occidente de la región amazónica en Sudamérica.

## Distribución y hábitat
Se distribuye en el este de Ecuador (principalmente al sur del río Napo), este de Perú, también al sur del río Napo, suroeste de la Amazonia en Brasil (sur del estado de Amazonas hacia el este hasta las altas cuencas de los ríos Juruá, Purús y Madeira y norte de Rondônia) y noroeste de Bolivia (Pando, norte de La Paz).
Su hábitat natural es el dosel de selvas húmedas de terra firme de regiones por debajo de los 600 m de altura, donde es considerada poco común.

## Sistemática

### Descripción original
La especie E. humeralis fue descrita por primera vez por los zoólogos británicos Philip Lutley Sclater y Osbert Salvin en 1880, bajo el nombre científico Terenura humeralis; localidad tipo «Sarayacu, Ecuador».

### Etimología
El nombre genérico femenino «Euchrepomis» deriva del griego euchrôs (de colores brillantes) y epômis (región de la espalda), en referencia al color amarillo o rufo-anaranjado brillante de las plumas cobertoras secundarias menores de los machos, una característica única dentro de la familia Thamnophilidae; y el nombre de la especie «humeralis», del latín «humeralis»: relativo a los hombros.

### Taxonomía
Trabajos anteriores ya indicaban que el género Terenura estaba hermanado con todo el resto de la familia Thamnophilidae, o sea, era basal a la familia. Los estudios de filogenia molecular de Bravo et al. (2012) comprobaron que Terenura era polifilético y que las cuatro especies andino-amazónicas Euchrepomis callinota, E. sharpei, E. spodioptila y la presente, no estaban ni cercanamente emparentadas con la especie tipo del género, Terenura maculata. Más allá, demostraron que estas cuatro especies no estaban particularmente relacionadas con ningún otro tamnofílido y que representaban un clado hermanado con todos los otros miembros de la familia. Para este clado fue descrito un nuevo género Euchrepomis. El relevante cambio taxonómico fue aprobado en la Propuesta N° 557 al Comité de Clasificación de Sudamérica (SACC).
La especie es monotípica, la subespecie descrita transfluvialis se basó en dos individuos de una única localidad en el oeste de Brasil y son necesarios mejores estudios de las variaciones geográficas antes de que cualquier subespecie sea aceptada.